# Lipton International Players Championships 1987
Lipton International Players Championships 1987 - чоловічий і жіночий тенісний турнір, що проходив на відкритих кортах з твердим покриттям. Це був третій турнір Мастерс Маямі. Чоловічий турнір проходив у рамках Nabisco Grand Prix 1987, а жіночий Світової чемпіонської серії Вірджинії Слімс 1987. Турнір переїхав з попереднього місця проведення Бока-Вест і відбувся в Tennis Center at Crandon Park у Кі-Біскейні (США) з 23 лютого до 9 березня 1987 року. Мілослав Мечирж і Штеффі Граф здобули титул в одиночному розряді.

## Фінальна частина

### Одиночний розряд, чоловіки
Мілослав Мечирж —  Іван Лендл 7–5, 6–2, 7–5
- Для Мечиржа це був 3-й титул за сезон і 8-й - за кар'єру.

### Одиночний розряд, жінки
Штеффі Граф —  Кріс Еверт-Ллойд 6–1, 6–2
- Для Граф це був 2-й титул за сезон і 10-й — за кар'єру.

### Парний розряд, чоловіки
Пол Еннекон /  Хрісто ван Ренсбург —  Кен Флек /  Роберт Сегусо 6–2, 6–4, 6–4
- Для Еннекона це був 1-й титул за рік і 8-й - за кар'єру. Для Ренсбурга це був 1-й титул за рік і 9-й - за кар'єру.

### Парний розряд, жінки
Мартіна Навратілова /  Пем Шрайвер —  Клаудія Коде-Кільш /  Гелена Сукова 6–3, 7–6(8–6)
- Для Навратілової це був 2-й титул за сезон і 241-й — за кар'єру. Для Шрайвер це був 2-й титул за сезон і 93-й — за кар'єру.